# Дом В. Г. Чумака
Дом В. Г. Чумака — памятник истории местного значения в Ичне. Сейчас жилой дом.

## История
Решением исполкома Черниговского областного совета народных депутатов от 31.05.1971 № 286 присвоен статус памятник истории местного значения с охранным № 637 под названием Дом, где родился В. Г. Чумака (1901-1919 гг.) — украинский поэт, который погиб от рук деникинцев в 1919 г.. 

## Описание
Дом построен в конце 19 века. Одноэтажный, деревянный на кирпичном фундаменте, оштукатуренный и побеленный, прямоугольный в плане дом. Состоит из двух комнат, коридора и крыльца с навесом. 
В этом доме родился (25 декабря 1900 года), провёл детские и юношеские годы Василий Григорьевич Чумак — украинский и советский поэт. После окончания церковноприходской школы и четырёхклассного начального училища (дом школы, где учился В. Г. Чумак) в 1914 году в Ичне учился (1914-1919 годы) в гимназии (дом гимназии, где учился В. Г. Чумак) в Городне. 
На доме установлена мемориальная доска с текстом: «В цьому будинку народився и жив видатний український радянський поет Василь Чумак 1900-1919» («В этом доме родился и жил выдающейся украинский советский поэт Василий Чумак 1900-1919»).
Именем поэта названы улицы в Ичне и Городне. Установлены мемориальные доски в Городне и Ичне, памятник в Ичне.